# Mammillaria knippeliana
Mammillaria knippeliana là một loài thực vật có hoa trong họ Cactaceae. Loài này được Quehl mô tả khoa học đầu tiên năm 1907.